# بتلفیلد ویتنام
«بتلفیلد ویتنام» (انگلیسی: Battlefield Vietnam) یک بازی ویدئویی در سبک تیراندازی اول شخص است که توسط الکترونیک آرتس و در سال ۲۰۰۴ منتشر شد. «بتلفیلد ویتنام» در پلت‌فرم مایکروسافت ویندوز منتشر شده‌است.

## گیم‌پلی
در نقشه‌های قابل بازی، هدف اصلی بازیکن تسخیر «نقاط کنترل» برای امکان اسپاون کردن هم‌تیمی‌ها و وسایل نقلیه قابل کنترل است. بازی Battlefield Vietnam از اهداف نقطه‌به‌نقطه مشابه نسخه قبلی خود، Battlefield 1942، و همچنین نوعی گیم‌پلی جنگ نامتقارن بهره می‌برد. دو تیم ایالات متحده و ویتنام شمالی با تجهیزات و وسایل نقلیه متفاوتی ارائه شده‌اند. ایالات متحده به وسایل نقلیه سنگین متکی است و از تانک‌های سنگین، هلیکوپترها و بمب‌افکن‌ها استفاده می‌کند، در حالی که ویتنامی‌ها تاکتیک‌های پیاده‌نظام را به کار می‌گیرند و از سلاح‌های ضد تانک استفاده می‌کنند. توسعه‌دهندگان قصد داشتند شرایط واقعی جنگ را در سرتاسر بازی منعکس کنند. این بازی شامل یک «چاه سیپی» به عنوان نقطه اسپاون متحرک است که نمایانگر شبکه‌های گسترده تونل‌های مورد استفاده نیروهای ویتنامی است. مشابه بازی‌های قبلی سری Battlefield، بلیت‌های اسپاون (تقویت‌ها) نقش حیاتی در شکست تیم مقابل دارند.
Battlefield Vietnam شامل ایالات متحده با نیروهای تفنگداران دریایی، ارتش و نیروی دریایی؛ ویتنام جنوبی با ارتش جمهوری ویتنام؛ و ویتنام شمالی با ارتش خلق ویتنام و ویت‌کنگ است.
این بازی که بر اساس نسخه اصلاح‌شده موتور Battlefield 1942 ساخته شده، در مقایسه با نسخه قبلی دارای ویژگی‌های جدید و بهبودیافته است. بازی به بازیکن طیف متنوعی از سلاح‌های مبتنی بر جنگ را ارائه می‌دهد و شامل سلاح‌ها و مفاهیم معاصر مانند تفنگ تهاجمی AK47 و تله‌های چوبی پونجی می‌شود. Battlefield Vietnam چندین بهبود در وسایل نقلیه نسبت به نسخه قبلی معرفی کرد، مانند قابلیت حمل وسایل نقلیه توسط هواپیما و رادیوهای فعال وسایل نقلیه. رادیوها شامل موسیقی دهه ۱۹۶۰ و گزینه‌ای برای وارد کردن فایل‌های صوتی شخصی بازیکن به یک پوشه مشخص هستند. برخلاف نسخه قبلی، بازیکنان می‌توانند از داخل وسایل نقلیه و در حالت سرنشین، سلاح‌های خود را شلیک کنند. این بازی اولین عنوان در سری Battlefield است که از یک نقشه سه‌بعدی استفاده می‌کند و به بازیکنان امکان می‌دهد آیکون‌هایی را ببینند که موقعیت نقاط کنترل یا واحدهای دوست را نشان می‌دهند و این امر آگاهی موقعیتی بازیکن را افزایش می‌دهد.